# Dolní přívratský rybník
Dolní přívratský rybník je rybník o rozloze vodní plochy asi 2,3 ha, zhruba obdélníkovitého tvaru o rozměrech asi 240 × 100 m, nalézající se na potoce Řetovka asi 500 m severně od vesnice Přívrat v okrese Ústí nad Orlicí. Hráz rybníka je přístupná po polní cestě vedoucí z Přívratu do Malého Přívratu. Je součástí rybniční soustavy sestávající ze čtyř rybníků – zbývajícími rybníky jsou Komárek, Prostřední rybník a Trucovný rybník. Dolní přívratský rybník je zakreslen na mapovém listě č. 150 z prvního vojenského mapování z let 1764–1768.
Rybník je využíván pro chov ryb.

## Galerie

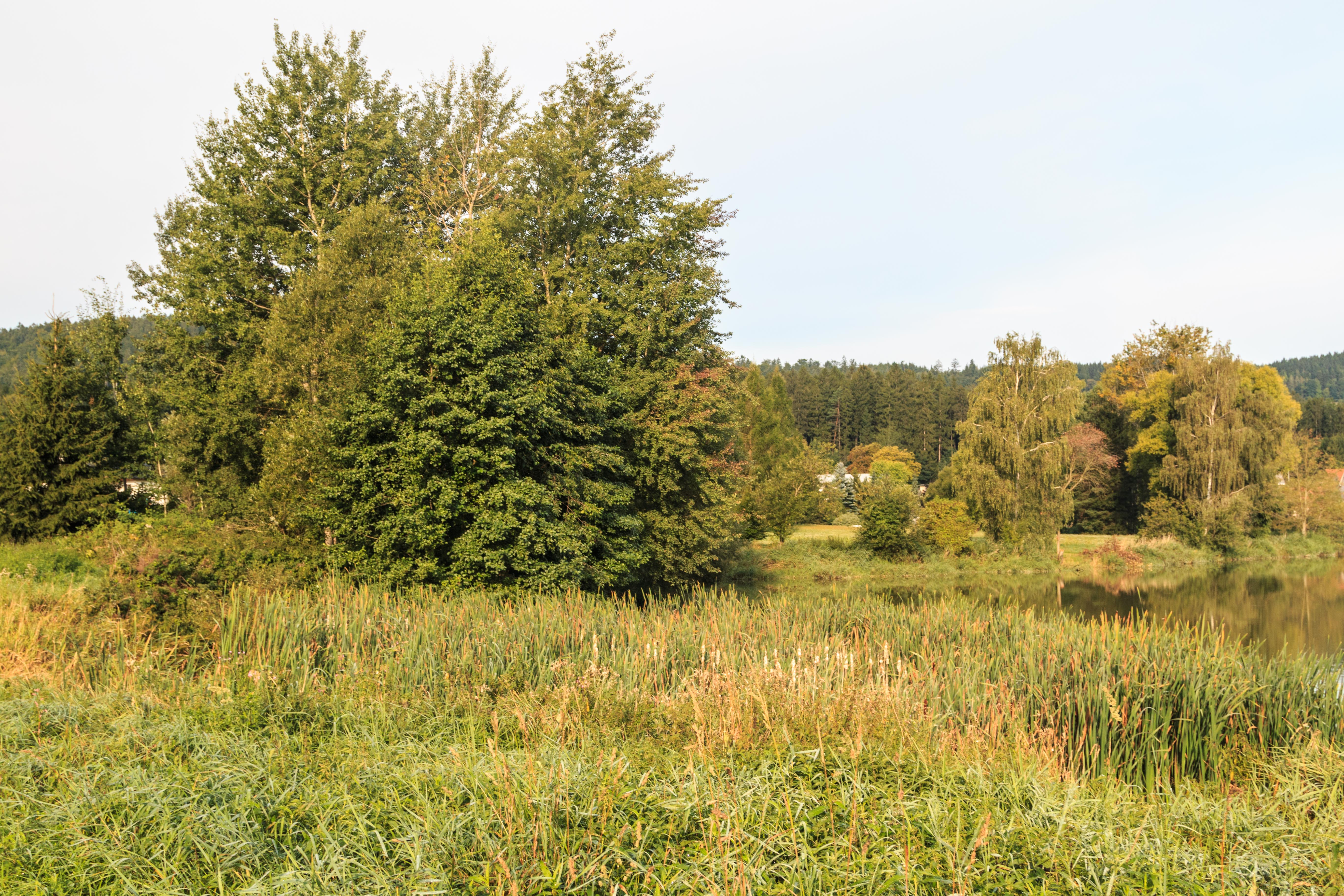
Pohled na Dolní Přívratský rybník
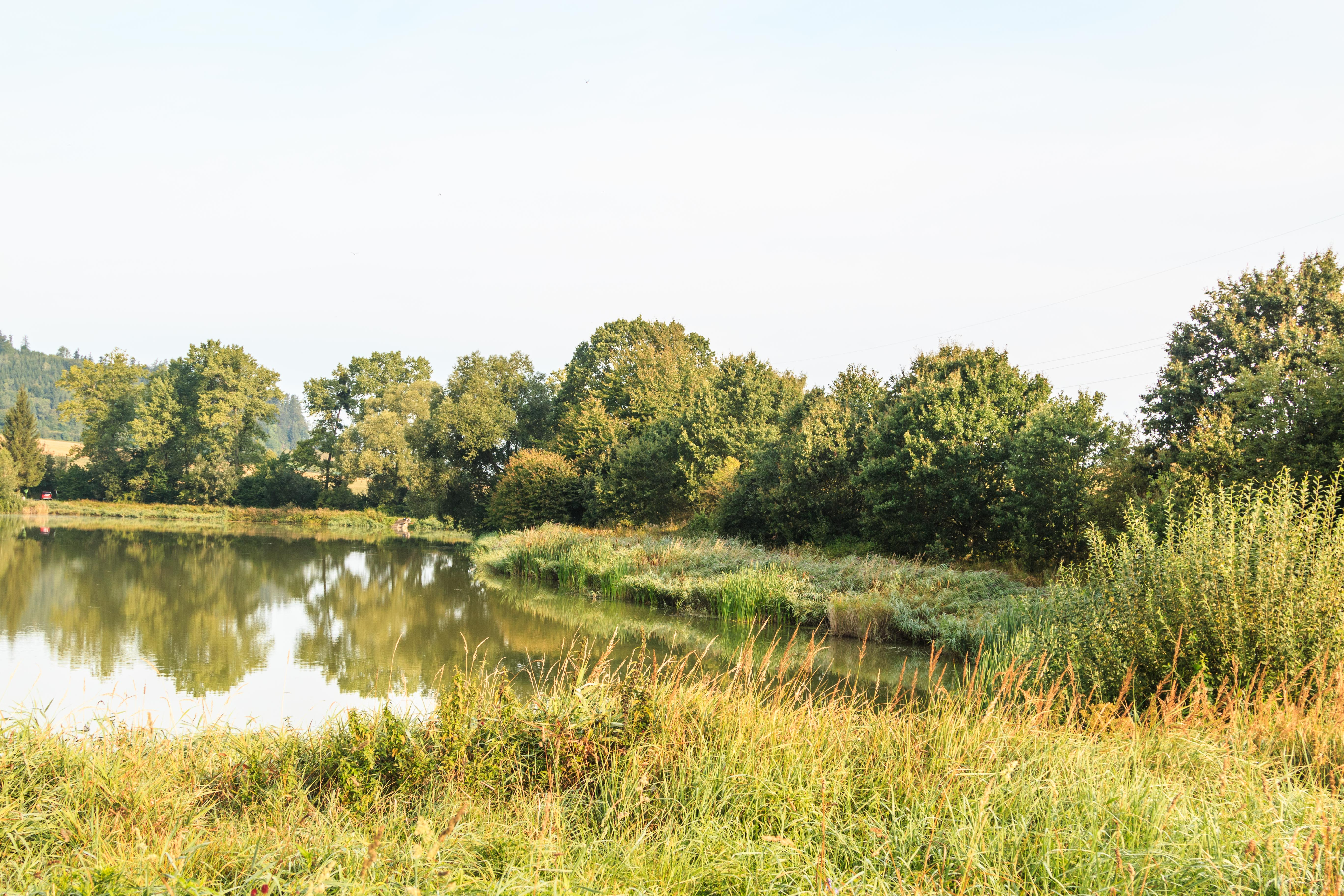
Pohled na Dolní Přívratský rybník
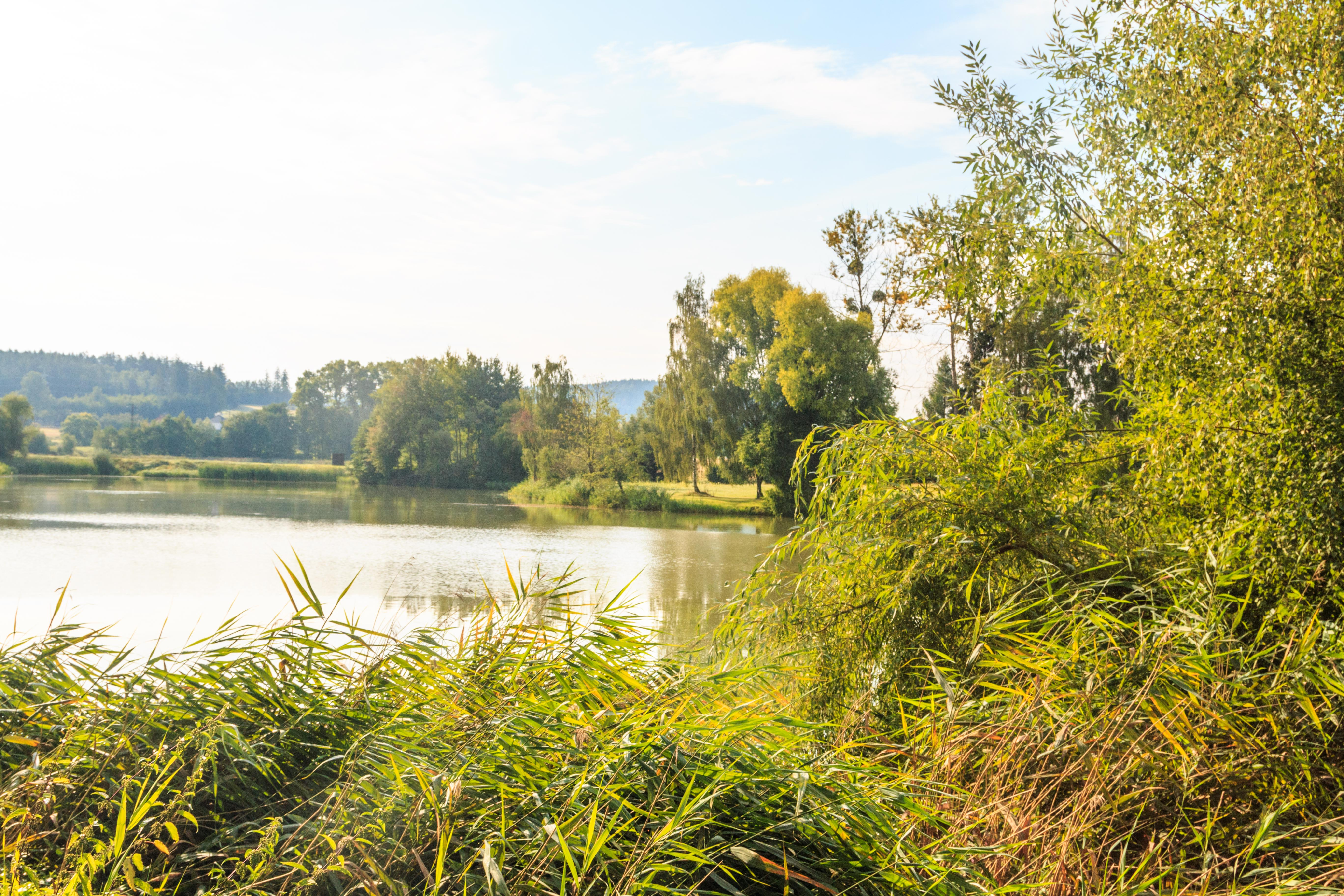
Pohled na Dolní Přívratský rybník
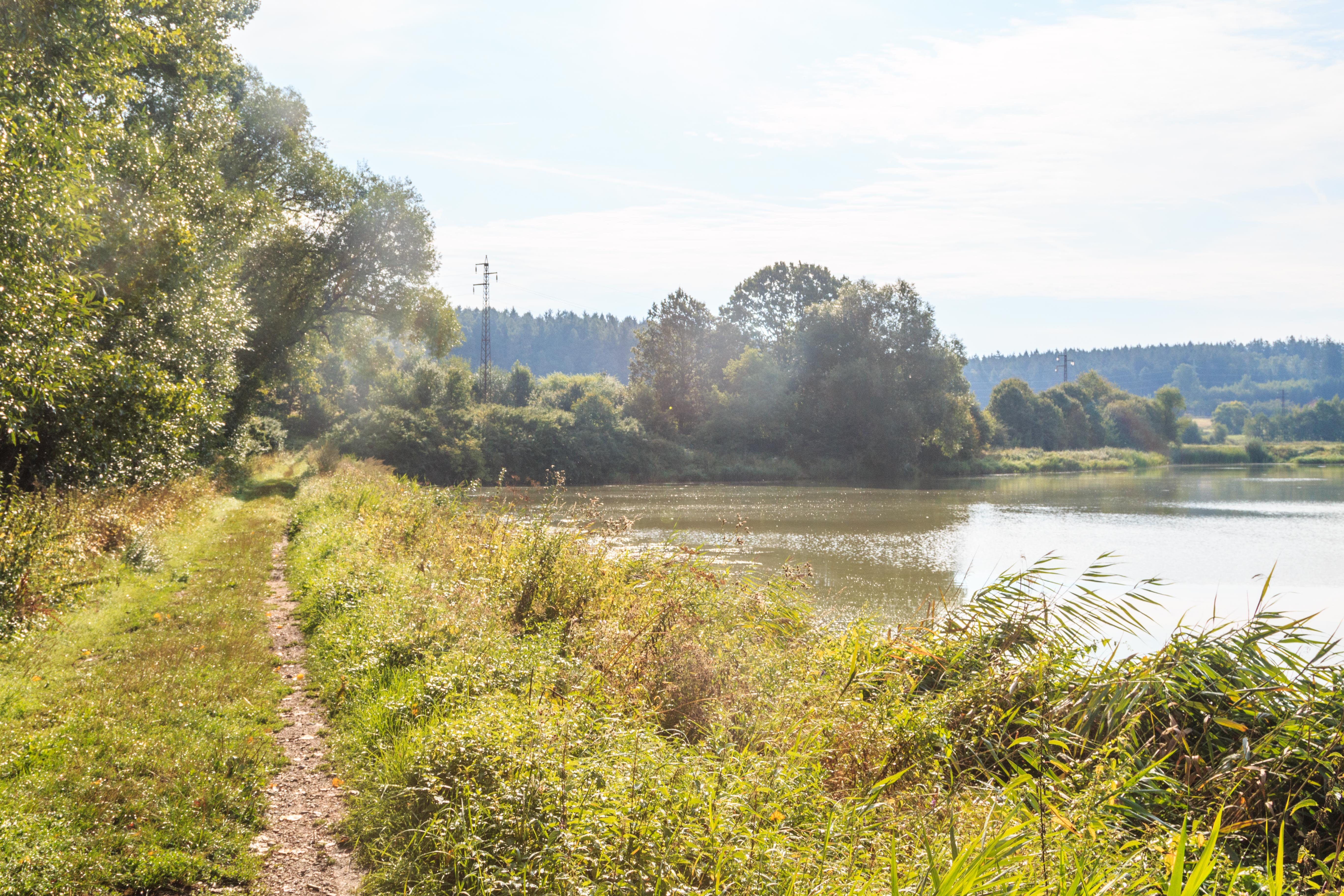
Pohled na Dolní Přívratský rybník